# Partit Socialista de Catalunya-Congrés
El Partit Socialista de Catalunya-Congrés fou un partit polític català. El seu Congrés Constituent va tenir lloc l'1 de novembre de 1976 com a confluència de diverses forces polítiques socialistes: Convergència Socialista de Catalunya (CSC), Grup d'Independents pel Socialisme (GIS),  Partit Popular de Catalunya (PPC), Secretariat Polític del Partit Obrer d'Unificació Marxista (POUM), Tendencia Socialista del Partit Socialista de Catalunya-Reagrupament (antic Reagrupament Socialista i Democràtic de Catalunya), un col·lectiu de la línia Comorerista del PSUC -Joan Comorera-, i alguna personalitat històrica d'ERC com Josep Andreu i Abelló. A la vegada, Convergència Socialista de Catalunya (CSC) era ja el resultat d'un procés de confluència anterior de diversos corrents socialistes (Moviment Socialista de Catalunya, Moviment per a l'Autogestió i el Socialisme que reunia membres procedents del col·lectiu El Topo Obrero, Reconstrucció Socialista de Catalunya i d'antics militants provinents del Front Obrer de Catalunya, de Forces Socialistes Federals i del Grup de no Alineats de l'Assemblea de Catalunya.
El seu primer secretari fou Joan Reventós i Carner, i alguns dels seus dirigents foren Raimon Obiols, Isidre Molas, Narcís Serra, i Pasqual Maragall, posteriorment President de la Generalitat de Catalunya.

## Inici i visualització del procés constituent
El procés constituent del PSC-Congrés s'inicià oficialment amb el conegut com a "Miting de la Llibertat", que va tenir lloc el 22 de juny de 1976 al Palau Blaugrana del FC Barcelona sota el lema "Guanyem la Llibertat". Fou el primer miting democràtic autoritzat després de la finalització de la Guerra Civil espanyola el 1939. En el "Miting de la Llibertat" hi intervingueren Alexandre Cirici i Pellicer (Grup d'Independents pel Socialisme) Maria Aurèlia Capmany (escriptora), Elias López Blanco (treballador de banca), Jordi Llimona (monjo de l'Orde dels Caputxins i escriptor), Josep Andreu i Abelló (membre fundador d'ERC), Anna Balletbò (periodista), Josep Vidal i Riembau "Pep Jai" (camperol i antic militant del Bloc Obrer i Camperol, una de les organitzacions que constituí el POUM), Dolors Torrent (treballadora del metall), Joan Colomines (secretari general del  Partit Popular de Catalunya), Joan Reventós (membre de la comissió permanent de Convergència Socialista de Catalunya) i Juanjo Ferreiro (treballador del metall).

## Ideari
En l'article 1r dels seus Estatuts es definia de la següent manera: "El Partit Socialista de Catalunya, és una organització política de classe, de masses, nacional i democràtica, de totes les persones que es proposen lluitar per la consecució d'una societat sense classes, socialista, democràtica i autogestionària en què hagin desaparegut qualsevol signe d'explotació, opressió i dominació de classe o nacional, i accepten els principis, el programa, la línia política i els estatuts aprovats pel Congrés. Amb ple respecte per totes les creences personals, el PSC assumeix el marxisme com a mètode d'anàlisi i transformació de la societat. El seu àmbit territorial és Catalunya".

## La qüestió nacional
En els documents aprovats en el seu congrés, a part dels Estatuts, hi figuraven “Les bases per a un manifest programa del PSC” on el seu apartat dedicat a “L'alternativa Nacional dels Treballadors”(III-33) constava el següent: “Els socialistes assumim plenament la lluita per la llibertat de Catalunya, convençuts com ho estem, que l'alliberament nacional està estretament lligat a l'alliberament de classe. Ens inserim així en la tradició del moviment obrer i popular que sempre ha afirmat categòricament en les seves línies programàtiques el dret del nostre poble a l'autodeterminació”. (....). En el punt 33-c:”Els socialistes de Catalunya propugnem, com a projecte a desenvolupar, potenciar una col·laboració estreta amb la resta dels Països Catalans, conscients que els vincles socials, culturals i històrics que ens uneixen fonamenten un marc nacional, projecte que es podrà concretar en unes institucions polítiques comunes en el moment que així resulti de l'exercici del dret a l'autodeterminació”.

## Formació del PSC (PSC-PSOE)
En les Eleccions Generals de 1977 es presenta junt a la Federació Catalana del PSOE en la candidatura Socialistes de Catalunya, producte del conegut com a "Pacte d'Abril", obtenint el 28,2% dels vots i 15 diputats, la llista més votada a Catalunya.
En 1978 es fusiona amb la Federació Catalana del PSOE i el Partit Socialista de Catalunya-Reagrupament, donant lloc al Partit dels Socialistes de Catalunya.

Publicava el periòdic "L'Hora Socialista" i editava el butlletí intern "Company".
La seva organització juvenil es denominava "Moviment de Joves Socialistes de Catalunya" que també s'unificà l'any 1978 amb els moviments juvenils del PSC-R (Moviment de Joventuts Socialistes de Catalunya) i de la Federació Catalana del PSOE (Federació Catalana de las Juventudes Socialistas de España) en la nova organització Joventut Socialista de Catalunya.